# Les Étoiles (groupe)
 (octobre 2019).
Si vous disposez d'ouvrages ou d'articles de référence ou si vous connaissez des sites web de qualité traitant du thème abordé ici, merci de compléter l'article en donnant les références utiles à sa vérifiabilité et en les liant à la section « Notes et références ».
Les Étoiles est un duo de chanteurs brésiliens ayant la particularité de se présenter travestis. Ce sont : 
- Luiz Antonio, pseudonyme de Luiz Antônio Moraes da Silva, né le 31 octobre 1946 à São Paulo (Brésil) et mort le 21 avril 2002 à Paris (France)[1] : chant ;
- Rolando Faria, né le 15 août 1951 à Rio de Janeiro (Brésil) et mort le 30 avril 2021 à Paris[2],[3] : chant, guitare acoustique.

Leurs premiers disques paraissent sous le nom de Rolando & Luiz Antonio.

## Biographie
Ils débutent en 1974 à Barcelone. L'année suivante, le duo est à Paris où il interprète et popularise des œuvres de différents compositeurs brésiliens. 
Les Étoiles enregistrent leur premier album en France en 1976 : Meu coração é um pandeiro (Mon cœur est un pandeiro) qui les fait connaître en Europe.
Pour le film … Comme la lune de Joël Séria (1977), ils adaptent les chansons O Casino et Maracujá, dont les paroles sont de Michel Grisolia et les musiques, respectivement, de Philippe Sarde et d'Hubert Rostaing.
Ils participent aux concerts de Claude Nougaro en 1977 pour la chanson Brésilien. Un disque a été gravé à cette occasion.
Du 14 au 20 avril 1978, pour son retour à la scène, France Gall les invite dans son spectacle Made in France au Théâtre des Champs-Élysées afin qu'ils assurent un intermède musical à la place de l'entracte traditionnel. L'idée amusante et originale que les seuls garçons à participer à ce show d'un groupe de filles soient des travestis sera plutôt mal accueillie et France Gall devra les rejoindre plus vite que prévu pour enchaîner ensemble la chanson originale brésilienne, Maria vai com as outras (paroles de Vinícius de Moraes et musique de Toquinho) adaptée en français en 1973 sous le titre Plus haut que moi (paroles d'Yves Dessca et Jean-Michel Rivat).
Leur dernier enregistrement phonographique en duo est un live à Paris fin 1985 (Les Étoiles au Forum, Mélodie Distribution), mais ils continuent dans le métier en se consacrant à leurs carrières respectives et en participant à des albums collectifs brésiliens comme Ricardo Vilas E Amigos, Bem Brasil (Disques Eldor 1998 et Runaway Records 2000). À la demande de leur public, ils se sont cependant encore produits ensemble de façon épisodique jusqu'en 2001.

## Discographie
- 1976 : Meu Coração é um pandeiro ou…
- 1977 : Piratas Do Sentimento
- 1979 : Live au Discophage (Paris 6e)
- 1981 : Les Étoiles, compilation de Meu Coraçào é um pandeiro ou… (1976) et de Piratas Do Sentimento (1977)
- 1982 : La Baleine et My Sandwich, 45 tours
- 1984 : Sina de ciganos, pour les dix ans du duo
- 1985 : Les Étoiles au Forum, album live enregistré au Forum des Halles le 26 novembre 1985
- 1991 : Tutti, compilation avec deux morceaux enregistrés avec Les Étoiles en mars 1988 avec l'Orchestre national de jazz dirigé par Antoine Hervé